# Satellit (Schiff)
Die Satellit, auch SMS Satellit, war ein 1892 bei Schichau bestelltes Torpedokanonenboot und war von seiner Auslieferung bis zur Ablieferung der ebenfalls bei Schichau gebauten Magnet das schnellste Boot der k.u.k. Kriegsmarine. Die Satellit unterschied sich in Größe und Antrieb wesentlich von den drei 1887/1888 gelieferten „Torpedoschiffen“ der Meteor-Klasse. Auch die nachfolgende Magnet unterschied sich mit ihren zwei Schornsteinen deutlich von ihr. Von Größe, Aussehen und technischer Auslegung war die vor ihr in Triest gebaute Trabant (1890, 610 t) das ähnlichste Boot bei der k.u.k. Kriegsmarine.
Die Satellit wurde 1912 durch den Einbau moderner Yarrow-Kessel erheblich modernisiert. Mit dieser Änderung erhielt sie auch drei neue hohe Schornsteine, die ihr ein völlig eigenes Aussehen gaben. Die Satellit blieb bis zum Kriegsende im Küstenschutz in Dienst.

## Baugeschichte
Die k.u.k. Kriegsmarine begann 1885 mit der Auftragsvergabe für Torpedoboote zur Küstenverteidigung. Erster Auftragnehmer war die F. Schichau in Elbing, die 1886 mit SMS Sperber und Habicht die ersten Boote dieses 78 t verdrängenden Typs. 1888 und 1889 folgten fünf weitere Boote dieses Typs von Schichau, von dem 15 auch in Österreich nachgebaut wurden. Ähnlich den sogenannten „Divisionstorpedobooten“ in Deutschland bestellte die k.u.k. Kriegsmarine dann etwa zeitgleich auch die drei Boote der 360 t verdrängenden Meteor-Klasse als „Torpedoschiffe“ bei Schichau. Hier wurden dann aber auch andere Bewerber der Ausschreibung bedacht. 1889 lief bei Palmers in Jarrow die Planet vom Stapel, 1890 bei Stabilimento Tecnico Triestino in Triest die Trabant. Die beiden um 500 t großen Boote erfüllten die Erwartungen nicht ganz, insbesondere erreichten sie die geforderten Höchstgeschwindigkeiten nicht.
Dennoch bestellte die k.u.k. Kriegsmarine 1891 einen sehr ähnlichen Typ auch bei Schichau, zu dem der verwendeten Stahl zu einem hohen Anteil aus Österreich zu geliefert werden sollte. Das unter der Baunummer 482 im Januar 1892 begonnene Boot mit Doppelschrauben-Antrieb erhielt schließlich den Namen SMS Satellit, lief am 21. September vom Stapel und führte am 30. Dezember 1892 seinen ersten Seetest zwischen Pillau und Hela durch, wobei 21,86 kn erreicht wurden.
Das erste von Schichau gelieferte Doppelschraubenschiff der k.u.k. Kriegsmarine hatte vier Zylinderkessel, die mit bis zu 13 atm Druck betrieben wurden und den Dampf für zwei Dreifach-Expansionsmaschinen erzeugten, die bis zu 4800 PSi leisten konnten. Damit wurden bis zu 23 kn erreicht. Bei einem Kohlenvorrat von 143 t hatten das neue Boot einen Fahrbereich von 4000 sm bei 12 kn.
Bewaffnet wurde das Boot mit einer 70 mm-L/42-Skoda-Kanone und acht 47 mm-L/44-Skoda-Schnellfeuergeschützen, die an den Seiten aufgestellt waren. Diese Geschütze entsprachen den auf den Vorgängern Planet und Trabant verwandten Modellen. Die Torpedorohre waren vom größeren Kaliber 45 cm; die Torpedobewaffnung bestand aus einem starren Bugrohr und einem drehbaren Rohr auf dem Achterdeck.
Am 21. März 1893 trat die Satellit ihre Überführungsfahrt ins Mittelmeer an. Unterwegs besuchte das Boot Dartmouth für eine Woche, lief kurz nach Brest, besuchte Cádiz, lief Gibraltar an und besuchte dann noch Palermo, ehe es am 21. April im österreichischen Kriegshafen Pola einlief. Im dortigen Arsenal wurde die Ausrüstung des Bootes vervollständigt.

## Einsatzgeschichte
Die im April in Pola eingetroffene SMS Satellit wurde am 24. Juni 1893 in Dienst gestellt. Zuerst führte sie Tests der Torpedobewaffnung im Kanal von Fasana durch, ehe sie dem Flottengeschwader zugeteilt wurde. Im Frühjahr 1894 wurde die schon während des Baues konstruierte Minenwurfeinrichtung des Bootes installiert. Die Einrichtung für 20 Minen wurde akzeptiert. Bei einem Geschwindigkeitstest unter Einsatzbedingungen am 12. April erreichte sie nur eine Geschwindigkeit von 19,75 kn. Am 16. April kollidierte das Boot dann mit dem Panzerschiff Habsburg, wobei der Bug schwer beschädigt wurde und das Bugtorpedorohr zerbrach. Die Satellit wurde bis September aufgeschlippt, um die Reparatur durchzuführen. 1895 wurde das inzwischen wieder in instandgesetzte Boot nicht aktiv eingesetzt, sondern erst wieder im Sommer 1896.

### Einsatz vor Kreta

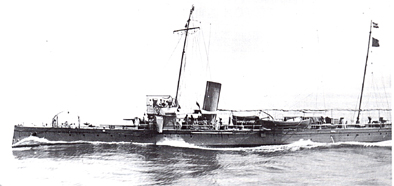
Die SMS Blitz

Die Landung griechischer Truppen im Februar 1897 auf Kreta während des Türkisch-Griechischen Kriegs führte zu einem Eingreifen der Großmächte und auch die k.u.k. Kriegsmarine gehörte zu den massiv eingreifenden Verbänden. Insgesamt kamen vor Kreta 20 Schiffe und Boote der k.u.k. Kriegsmarine zum Einsatz und der österreichische Marineverband war mit zeitweise 16 Einheiten der drittgrößte nach der Royal Navy und der italienischen Regia Marina.
Die Satellit verlegte am 17. Februar 1897 zusammen mit den Torpedobooten Sperber, Kiebitz und Elster als erste Verstärkungsgruppe nach Kreta.
Flaggschiff des österreichischen Interventionsverbandes war der Panzerkreuzer Kaiserin und Königin Maria Theresia. Dazu waren das Turmschiff Kronprinzessin Erzherzogin Stephanie und das ältere Torpedoschiff Sebenico bereits vor Ort. Die ausmarschierende Division füllte in Teodo am 19./20. Februar nochmals ihre Bunker und erreichte am 22. Canea. Während die kleinen Torpedoboote bei den winterlichen Wetterbedingungen erhebliche Schwierigkeiten hatten, gelangt der Satellit schon in den ersten Tagen des Einsatzes die Aufbringung verdächtiger Schiffe. Die österreichischen Einheiten wechselten ständig ihre Einsatzorte und wurden durch den Torpedokreuzer Tiger, die Torpedokanonenboote Blitz und Komet sowie weitere fünf Torpedoboote bis Mitte April verstärkt.

Der auf Druck der Großmächte geschaffene Kretische Staat führte zu einem weitgehenden Abzug der Interventionseinheiten.

Die Satellit verließ erst am 13. Dezember den nur noch acht Einheiten umfassenden Einsatzverband vor Kreta, um mit dem neuen Flaggschiff des Verbandes, dem Küstenpanzerschiff Wien, nach Norden zu laufen. Die Satellit besuchte Syra auf dem Weg und dann Smyrna, wohin die Wien gelaufen war und auch bis über Weihnachten verblieb. Die Satellit trat am 18. Dezember 1897 den Rückmarsch in die Heimat an und traf am letzten Tag des Jahres wieder in Pola ein. Ihre Einsatzzeit vor Kreta wurde nur vom Torpedokreuzer Tiger übertroffen. Am 4. Januar 1898 wurde das Boot außer Dienst gestellt.

### Weitere Nutzung und Modifikationen
Die Satellit war nach dem Kreta-Einsatz im Sommer 1898 und 1900 im Dienst und sonst in Reserve. Im Winter auf 1902 wurden Kessel und Maschinen überholt, bevor das Boot an den Sommerübungen teilnahm. 1904 fand eine Auslandsreise im April/Mai auf der sie in Smyrna zum in der Levante übenden Geschwader mit den Linienschiffen Habsburg und Arpad sowie dem Küstenpanzerschiff Monarch aufschloss und dann über Alexandria, Kefalonia und Valona weitermarschierte.
Am 3. Januar 1905 machte die Satellit vor Pola einige Experimente als das Torpedoboot N° XXXVIII  sie überholen wollte, allerdings die Satellit rammte und sank. Der Kommandant wurde von jeder Schuld an der Verursachung des Unfalls freigesprochen, aber verurteilt, da er Rettungsmaßnahmen nicht eingeleitet habe, und entlassen. 1905 fand wieder eine Auslandsreise von Februar bis April statt, in der mehrere Häfen in der Levante angelaufen wurden. Die Satellit lief zusammen mit dem Kreuzer Aspern aus, um sich in Piräus den Linienschiffen Habsburg, Arpad und Babenberg anzuschließen. Zum Geschwader gehörte auch der häufig detachierte Kreuzer Szigetvár. Längere Aufenthalte gab es vom 20. Februar bis zum 8. März in Saloniki und vom 17. bis 6. April in Smyrna. Im Spätsommer 1905 kollidierte die Satellit im Rahmen einer Nachtübung erneut mit einem Torpedoboot. Am 23. Dezember 1905 wurde das Boot außer Dienst gestellt und 1906 der Reserve zugewiesen. Das erneut erheblich deformierte Bugtorpedorohr wurde entfernt und der Bug geschlossen. Hinter der Brücke wurde zwei Seitwärts drehbare Torperohre an Deck installiert. Trotz dieser Modernisierung blieb das Boot 1907 und 1908 in der Reserve und wurde erst am 15. Februar 1909 wieder in Dienst genommen.
Neuer Stationierungsort für das Boot wurde Lussin und dann im Januar 1910 Teodo (heute Tivat). Ab Oktober stand das Boot vorrangig der Marineakademie in Fiume zur Verfügung. Es nahm aber auch regelmäßig an den Sommermanövern teil, bis es am 15. August 1912 für eine Grundüberholung wieder außer Dienst gestellt wurde.
Das Boot erhielt drei moderne Yarrow-Kessel und drei Schornsteine. Nach ersten Tests wurde diese erweitert und um einen Meter erhöht. Schließlich wurde eine Antriebsleistung von 4137 PS festgestellt und eine Höchstgeschwindigkeit von 21,18 kn erreicht. Als Drei-Schornstein-Zerstörer wurde die Satellit am 14. Juni 1913 wieder in Dienst gestellt und erledigte Vermessungsaufgaben um die istrische Halbinsel. Am 25. Oktober aufgelegt, nahm sie diese Tätigkeit am 14. März 1914 wieder auf.

### Kriegseinsatz
Bei Kriegsbeginn 1914 befand sich Satellit vor Porto Ré und ging dann nach Pola, wo die Minenanlage installiert wurde und sie dann 60 Minen übernahm, um die defensiven Minensperren zu ergänzen. In der Folgezeit verlegte sie Unterseeboote im Schlepp nach Cattaro, aber auch zurück nach Pola. 1915 und 1916 versah sie dann lokale Sicherungsaufgaben im Raum Pola – Fiume.

Am 1. August 1916 entdeckte die Satellit die auf einem Segelboot fliehende Besatzung des am Vortag bei der kleinen dalmatinischen Insel Galiola aufgelaufenen italienischen Unterseeboots Giacinto Pullino. Der getrennt flüchtende Navigationsoffizier des U-Bootes, Nazario Sauro, ein Istrier, der sich bei Kriegsbeginn freiwillig in den Dienst der Italiener gestellt hatte, wurden auch noch entdeckt. Sauro als österreichischer Staatsbürger wurde schon am 10. August 1916 in Pola hingerichtet.

Im Oktober 1916 wurde das Boot in Cattaro stationiert und versah bis zum Kriegsende vor allem Geleitdienst. Daneben wurden einige Minenlege- und Minensucheinsätze durchgeführt.
Nach der Kapitulation 1918 übernahm die britische Verwaltung des Stützpunktes das Boot.

## Ende derSatellit
Die SMS Satellit wurden 1920 Frankreich zugesprochen und im Schlepp über Bizerta nach Toulon ausgeliefert, wo sie 1921 abgewrackt wurde.